# Grougis
Grougis ist eine französische Gemeinde mit 310 Einwohnern (Stand 1. Januar 2022) im Département Aisne in der Region Hauts-de-France (vor 2016 Picardie). Sie gehört zum Arrondissement Vervins, zum Kanton Guise und zum Kommunalverband Thiérache Sambre et Oise.

## Geografie
Die Gemeinde Grougis liegt 20 Kilometer nordöstlich von Saint-Quentin. Nachbargemeinden von Grougis sind Mennevret im Norden, Petit-Verly im Nordosten, Vadencourt im Südosten, Aisonville-et-Bernoville im Südwesten sowie Seboncourt im Westen. Unter dem Süden des Gemeindegebietes von Grougis verläuft der Wassertunnel Rigole du Noirrieux zur Alimentierung des Canal de Saint-Quentin

## Geschichte
Von 1900 bis 1951 lag Grougis an der Eisenbahnlinie von Guise nach Le Catelet, auf der vorwiegend Post, Handelswaren, Zuckerrüben und vor allem die Einwohner und Arbeiter aus der Umgebung transportiert wurden. Nach 1945 nahm der Verkehr aufgrund des zunehmenden Transportes durch Lastkraftwagen und Busse ab, so dass die Strecke am 1. Januar 1951 stillgelegt wurde.

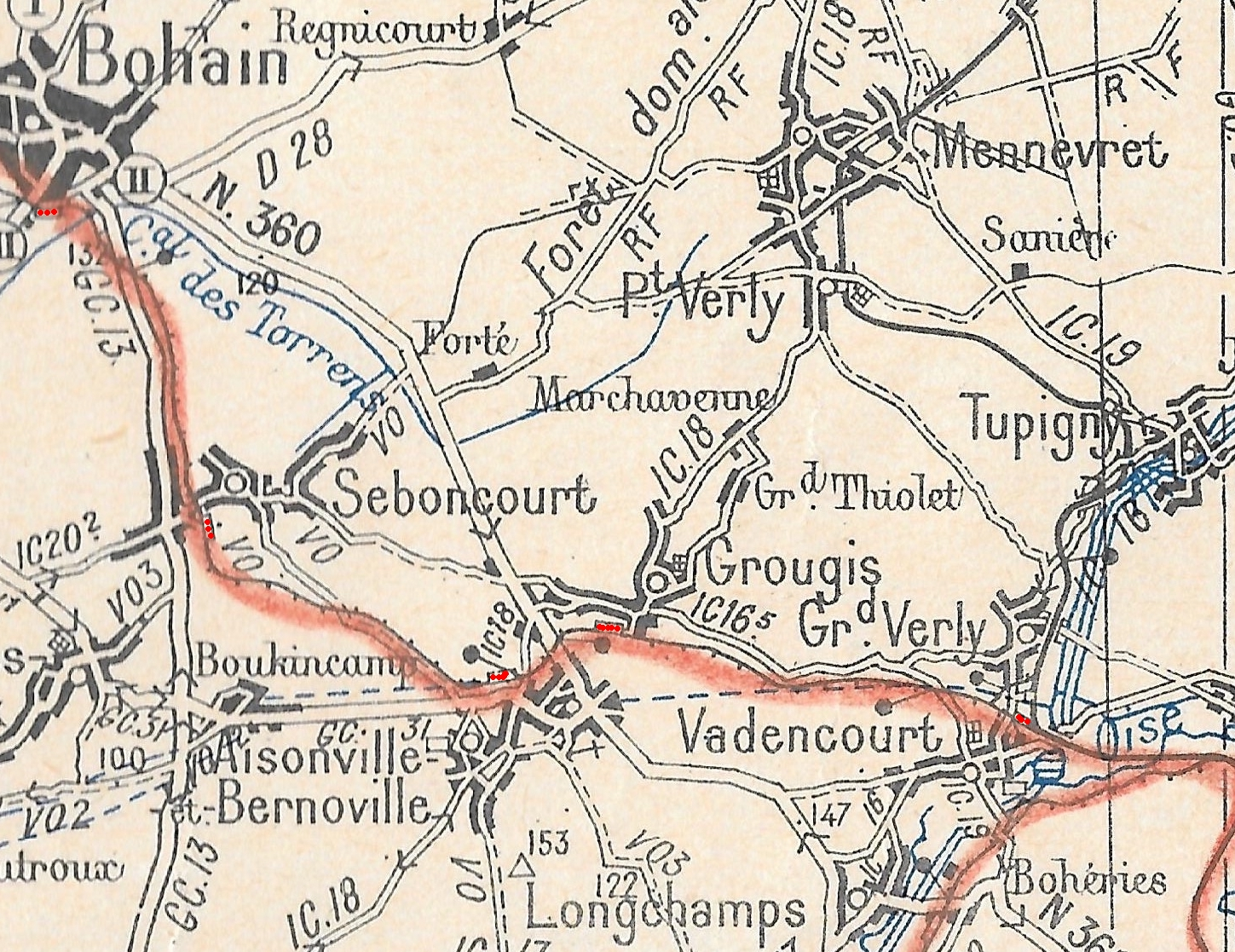
Streckenverlauf zwischen Bohain-en-Vermandois und Lesquielles-Saint-Germain
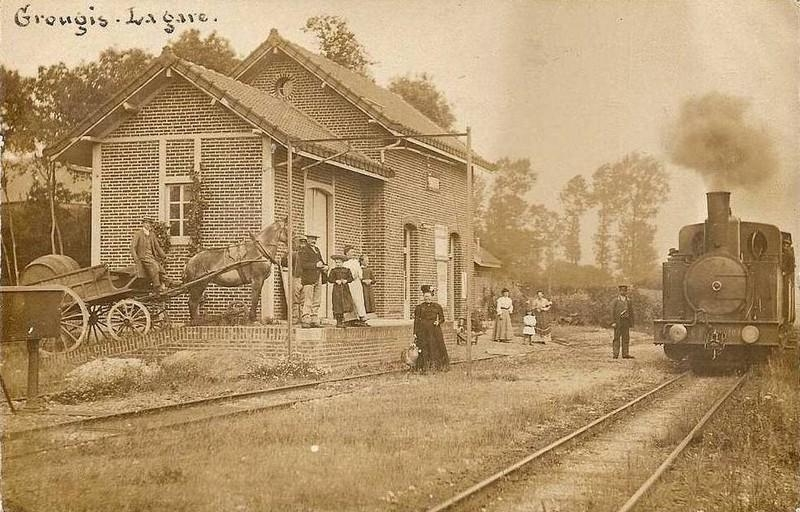
Bahnhof Grougis um 1910
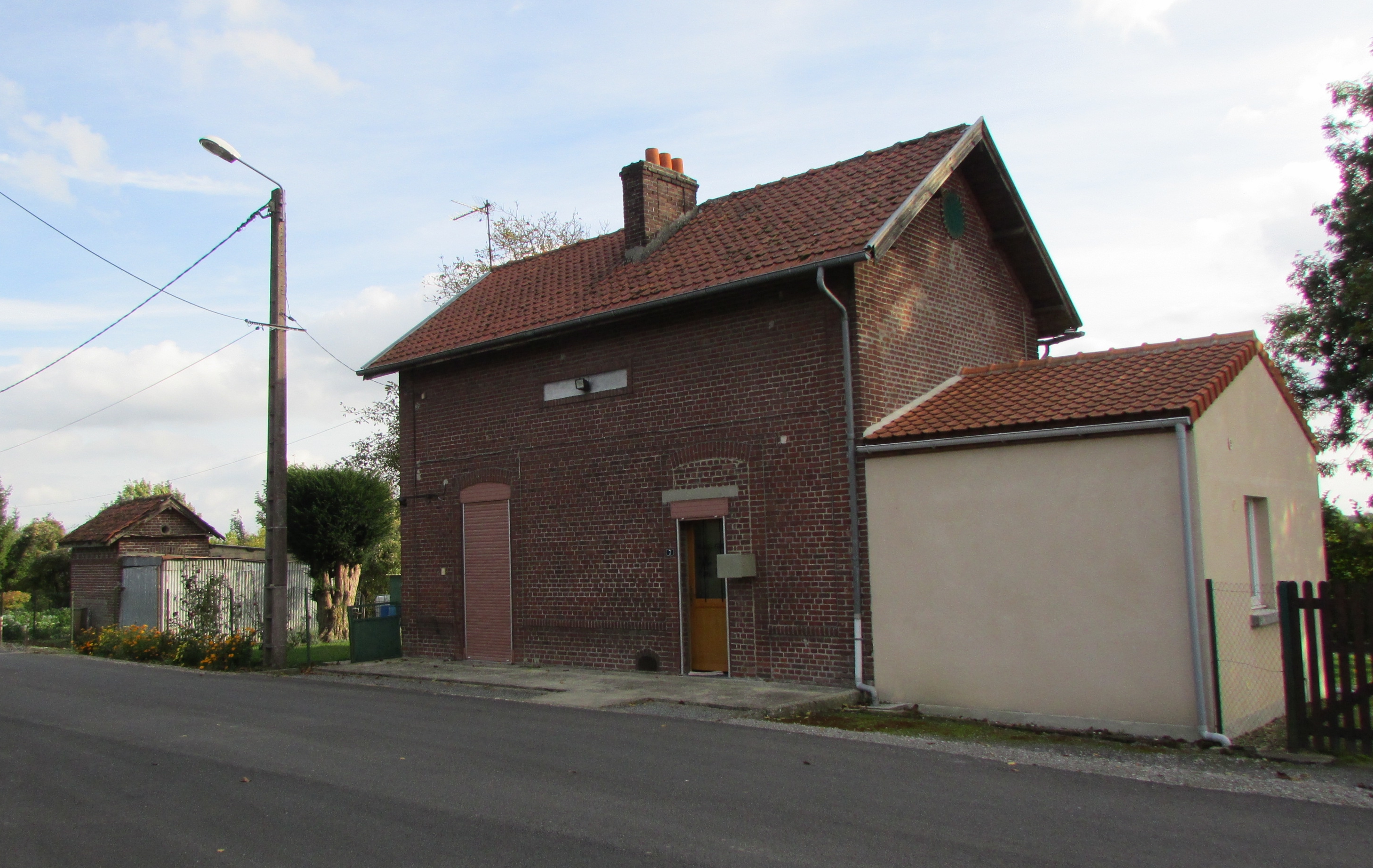
Bahnhof Grougis

### Bevölkerungsentwicklung
| Jahr                       | 1962 | 1968 | 1975 | 1982 | 1990 | 1999 | 2006 | 2015 | 2022 |
| Einwohner                  | 439  | 420  | 361  | 340  | 320  | 350  | 368  | 366  | 310  |
| Quellen: Cassini und INSEE |      |      |      |      |      |      |      |      |      |

## Sehenswürdigkeiten

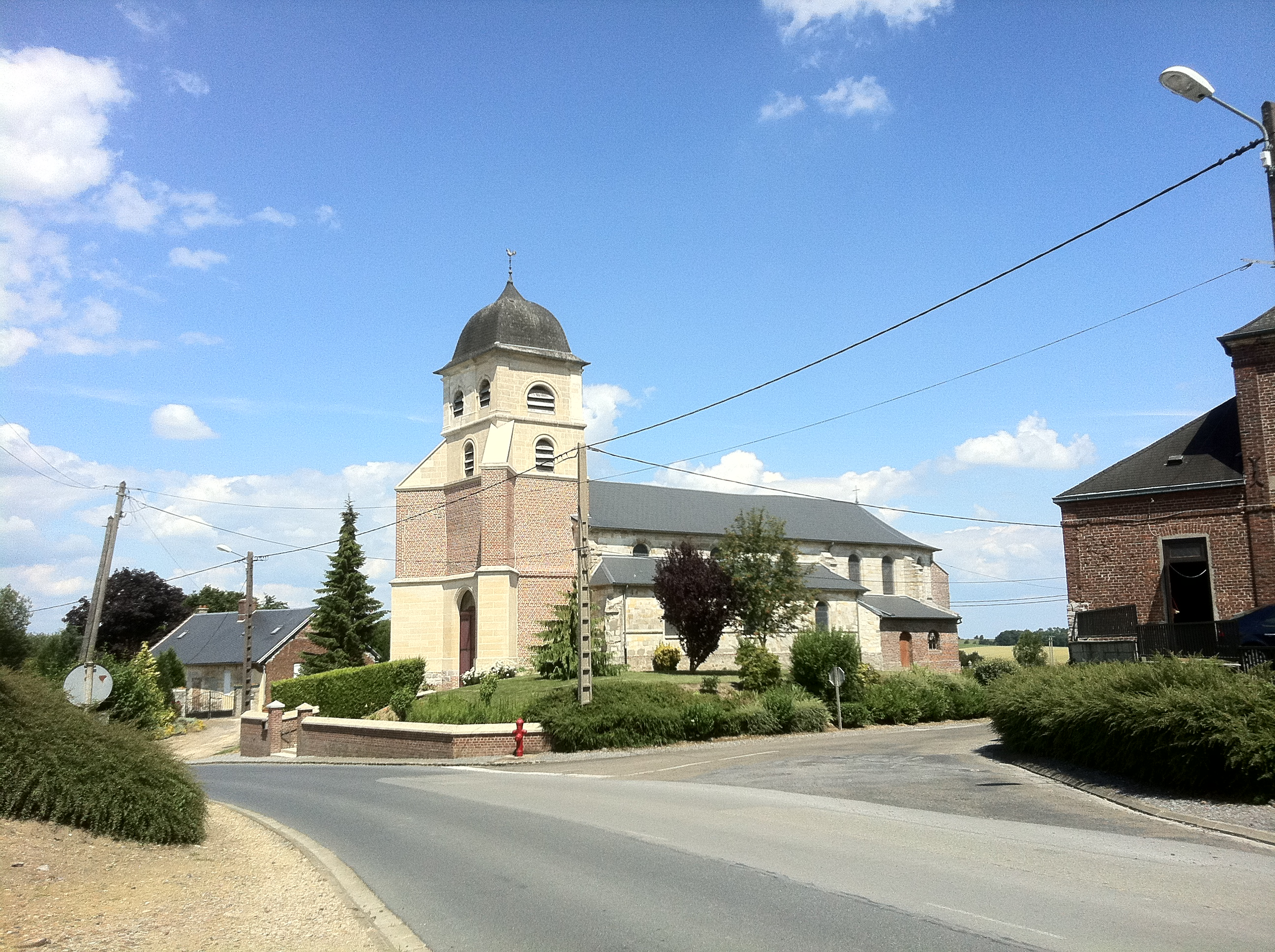
Kirche Saint-Martin

- Kirche Saint-Martin